# Hiến tặng của Pepin

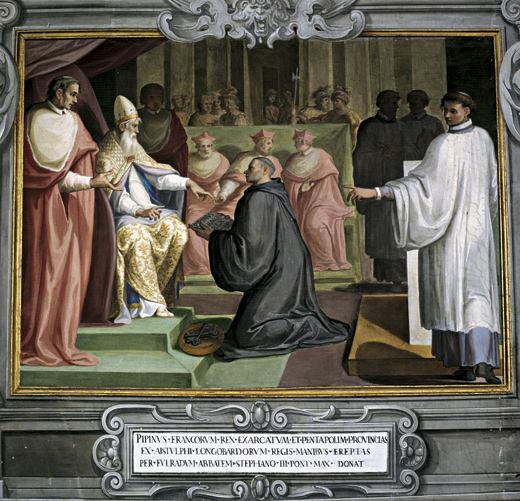
Bức tranh mô tả Abbot Fulrad đưa ra lời bảo lãnh bằng văn bản của Pepin cho Giáo hoàng Stephen II

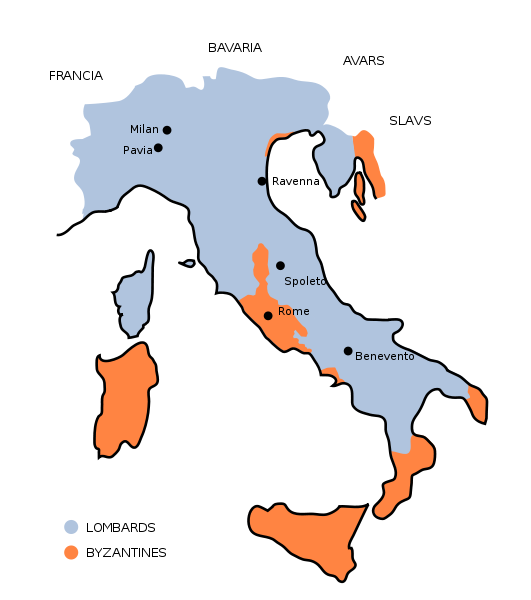
Bản đồ các vùng lãnh thổ Lombard năm 756 trước khi có sự hiến tặng

Hiến tặng của Pepin (tiếng Ý: Donazione di Pipino; tiếng Anh: Donation of Pepin) là một hành động mang tính chính trị và tôn giáo được thực hiện bởi Hoàng đế Pepin của Đế chế Frank, khi ông dâng tặng cho Giáo hoàng một lãnh thổ rộng lớn mà ông chiếm được trên bán đảo Ý vào năm 756. Việc hiến tặng của Pepin đã tạo ra cơ sở pháp lý để hình thành nên Lãnh địa Giáo hoàng. Từ cột mốc này, quyền cai trị tạm thời của các Giáo hoàng vươn ra ngoài lãnh thổ của Công quốc Roma. Thông qua ngoại giao, các Giáo hoàng tiếp tục có thêm lãnh thổ và từng bước xây dựng nên một nhà nước thần quyền ở Bắc và Trung bán đảo Ý ngày nay, tồn tại trong hơn 1000 năm.

## Bối cảnh
Năm 751, Aistulf, vua của người Lombard, đã chinh phục những gì còn lại của Ravenna, dấu tích cuối cùng của Đế chế La Mã ở miền Bắc bán đảo Ý. Năm 752, Aistulf yêu cầu Rome phải phục tùng mình và cống nạp 1 solidus vàng trên đầu người. Giáo hoàng Stephen II và một phái viên La Mã, John silentiary, đã cố gắng thông qua các cuộc đàm phán và hối lộ để thuyết phục Aistulf từ bỏ yêu sách. Khi điều này thất bại, Stephen dẫn đầu một đám rước long trọng qua các đường phố của Rome và đóng đinh hiệp ước mà Aistulf đã vi phạm lên một cây thánh giá. Sau đó, ông cử sứ giả đến gặp Pepin Lùn, vua của người Frank, với một lá thư yêu cầu sự hỗ trợ. Vào thời điểm đó, người Frank có quan hệ tốt với người Lombard.
Năm 753, John the Silentiary từ Constantinople trở về Rome với lệnh của hoàng gia (iussio), yêu cầu Giáo hoàng Stephen đi cùng ông đến gặp Aistulf tại Pavia - thủ đô của Lombard. Giáo hoàng đã yêu cầu một cách hợp lệ và nhận được một lá thư quá cảnh từ người Lombard. Cùng với các sứ thần người Frank đã đến sau đó, giáo hoàng và sứ thần triều đình lên đường đến Pavia vào ngày 14/10/753.
Các nhà lãnh đạo La Mã đã không đi cùng phái đoàn Giáo hoàng qua biên giới của Công quốc Roma. Tại Pavia, Aistulf từ chối yêu cầu của Giáo hoàng Stephen và John, nhưng vị vua của người Lombard không ngăn cản Stephen tiếp tục cùng các sứ thần người Frank đến triều đình của Pepin. Phái đoàn rời Pavia vào ngày 15/11/753,nhưng John không đi cùng. Đây là lần đầu tiên một vị giáo hoàng vượt qua dãy Alps. Quyết định hành động độc lập với sứ thần triều đình là vô cùng quan trọng. Có khả năng là giáo hoàng đã thay mặt cho tỉnh Italia bị Aistulf khuất phục và đe dọa.

## Charlemagne
Vào năm 774, con trai của Pepin là Charlemagne đã đến thăm Rome và một lần nữa xác nhận và tái xác nhận sự quyên góp của vua cha. Một số biên niên sử sau đó tuyên bố sai rằng ông cũng mở rộng chúng, cấp cho Toscana, Emilia, Venice và Corsica.